# Ditte Bandini

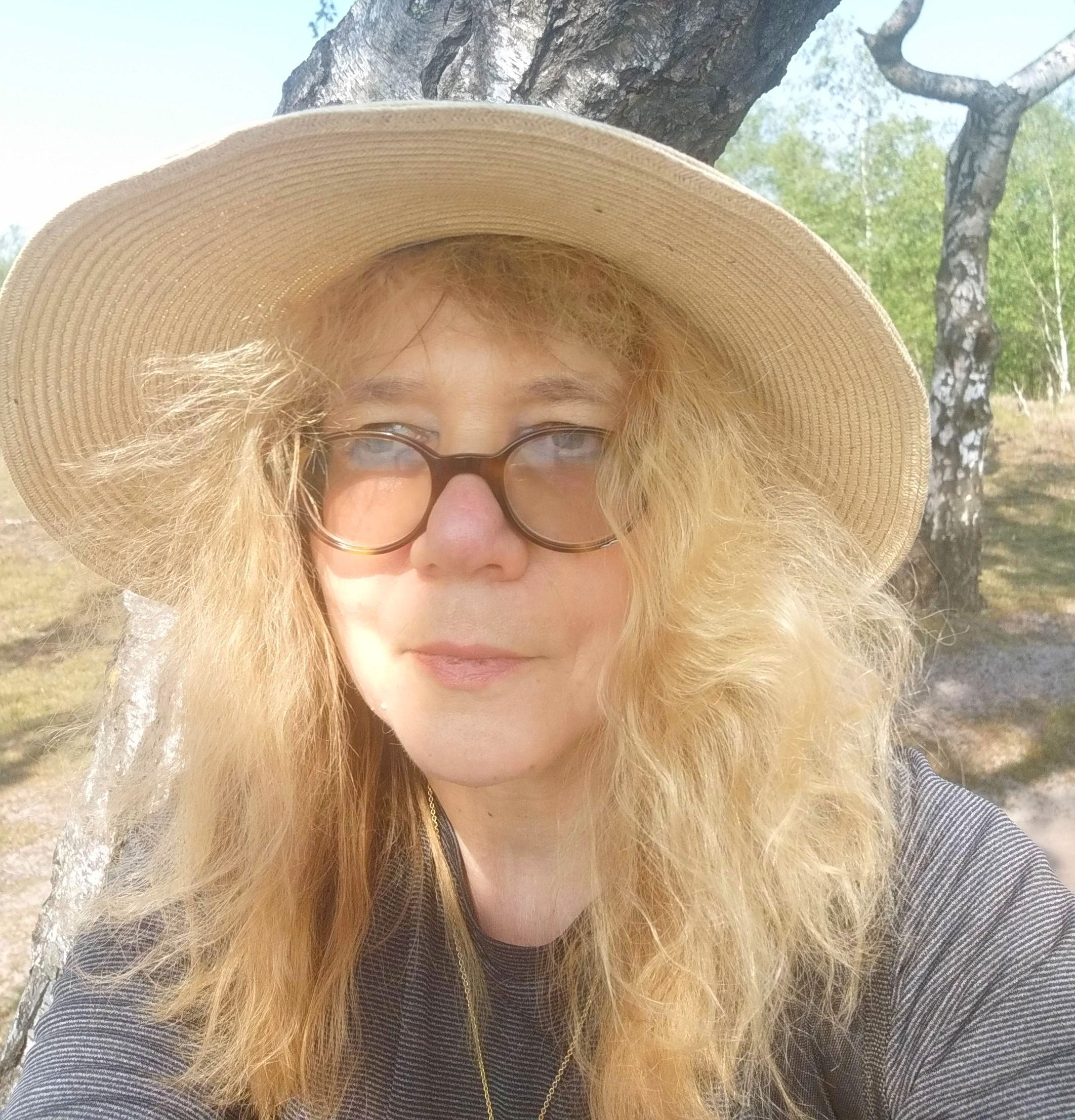
Ditte Bandini, 2020

Ditte Bandini (* 31. Dezember 1956 als Ditte Uplegger) ist eine deutsche Schriftstellerin, Indologin, Übersetzerin und Mykologin. Sie ist mit Giovanni Bandini verheiratet, mit dem zusammen sie zahlreiche Bücher geschrieben und ins Deutsche übersetzt hat. Sie veröffentlichte auch unter ihrem früheren Namen Ditte König bzw. Ditte Bandini-König.

## Leben
Bandini studierte Völkerkunde, indische Religionsgeschichte und Indologie. Sie promovierte 1983 über die Mythologie und den Kult des Termitenhügels in der indischen Tradition. Seitdem arbeitet sie an der Heidelberger Akademie der Wissenschaften als wissenschaftliche Angestellte im Rahmen eines Felsbildprojekts.
Seit 1987 ist sie zusammen mit ihrem Mann zudem als Schriftstellerin und Übersetzerin tätig. Giovanni und Ditte Bandini übersetzten unter anderem mehrere Bände Lyrik und Prosa des irischen Nobelpreisträgers Seamus Heaney, Romane und Erzählungen von Colm Tóibín, Romane der Inspektor-Rebus-Reihe von Ian Rankin sowie Mister Aufziehvogel und Gefährliche Geliebte von Haruki Murakami vom Englischen ins Deutsche.
Darüber hinaus verfasste Bandini, ebenfalls gemeinsam mit ihrem Mann, zahlreiche Bücher zu Mythen, Fabelwesen und Märchen, die in diverse Sprachen übersetzt wurden.
Ditte Bandini ist Spezialistin für die Pilzgattung Inocybe (Risspilze) und erhielt 2016 den alle zwei Jahre von der Deutschen Gesellschaft für Mykologie vergebenen Adalbert-Ricken-Preis.

## Werke (Auswahl)

### Als Autorin
- (unter dem Namen Ditte König): Die Felsbildstation Oshibat (Materialien zur Archäologie der Nordgebiete Pakistans MANP, hrsg. von Harald Hauptmann, Band 1) (mit Martin Bemmann) Zabern, Mainz 1994, ISBN 3-8053-1767-0
- Gefährlich ist′s, das Weib zu wecken. Krüger, Frankfurt am Main 1997. ISBN 3-8105-1022-X
- Kleines Lexikon des Aberglaubens. (mit Giovanni Bandini) dtv, 1998. ISBN 3-423-20210-6
- Kleines Lexikon des Hexenwesens. (mit Giovanni Bandini) dtv, 1999. ISBN 3-423-20290-4
- Die Felsbildstation Hodar. Zabern, 1999. ISBN 3-8053-2560-6
- Who′s who im Himmel. (mit Giovanni Bandini) dtv, 2000. ISBN 3-423-32539-9
- Die Felsbildstationen Shing Nala und Gichi Nala. (mit Oskar von Hinüber) Zabern, 2001. ISBN 3-8053-2783-8
- Das Igel-Buch. (mit Giovanni Bandini) dtv, 2001. ISBN 3-423-20471-0
- Das Drachenbuch. (mit Giovanni Bandini) dtv, 2002. ISBN 3-423-24318-X
- Das Buch der Elfen und der Feen. (mit Giovanni Bandini). dtv, 2003. ISBN 3-423-24385-6[2]
- Das Zwergen-Buch. (mit Giovanni Bandini). dtv, 2004. ISBN 3-423-24441-0
- Das Buch der Engel. (mit Giovanni Bandini). dtv, 205. ISBN 3-423-24519-0
- Als Buddha noch nicht Buddha war. Geschichten aus früheren Existenzen des Erleuchteten.(mit Giovanni Bandini) dtv, 2006. ISBN 3-423-34352-4
- Das Vampirbuch. (mit Giovanni Bandini) dtv, 2008. ISBN 3-423-24702-9

### Als Übersetzerin (mit Giovanni Bandini)
- Bapsi Sidhwa: Ice Candy Man. List, 1990. ISBN 978-3-471-78634-5.
- Matt Ruff: G.A.S.: Die Trilogie der Stadtwerke. Carl Hanser Verlag, 1998. ISBN 3-446-19290-5.
- Haruki Murakami: Mister Aufziehvogel. Dumont, 1998. ISBN 3-8321-4479-X.
- Natalie Angier: Frau. Eine intime Geographie des weiblichen Körpers (Woman. An Intimate Geography). Bertelsmann, München 2000, ISBN 978-3-570-00381-7.
- Christina Schwarz: Novemberkind (Drowning Ruth). Goldmann Verlag, 2001, ISBN 3-442-75061-X.
- Khalil Gibran: Der Prophet. dtv, 2003. ISBN 3-423-34067-3.
- Linda Grant: Eigentlich eine Liebeserklärung. Claassen-Verlag, München 2003, ISBN 978-3-546-00336-0.
- Cathleen Schine: Tage mit Emma. Claassen Verlag, 2004. ISBN 3-546-00347-0.
- Ian Rankin: Das Souvenir des Mörders. Goldmann Verlag, 2005. ISBN 3-442-44604-X.
- Kiran Nagarkar: Gottes kleiner Krieger. A1 Verlag, München 2006. ISBN 3-927743-88-7.
- James D. Tabor: Die Jesus-Dynastie. Goldmann Verlag, 2007. ISBN 3-442-15471-5.
- Colm Tóibín: Nora Webster. Carl Hanser Verlag, 2016. ISBN 3-446-23063-7. (und zahlreiche weitere Werke von Tóibín)
- Neel Mukherjee: Das Leben in einem Atemzug. Verlag Antje Kunstmann, 2018. ISBN 978-3-95614-254-3.